# Мартынов, Юрий Петрович
Ю́рий Петро́вич Марты́нов (укр. Юрій Петрович Мартинов; род. 5 июня 1965, Херсон) — украинский футболист, нападающий.

## Карьера

### Карьера в клубах
Воспитанник херсонской ДЮСШ, первый тренер — Филипп Гришков. Начал карьеру в местном «Кристалле», однако отыграв сезон, был призван в армию. Во время службы выступал на любительском уровне за клубную команду одесского СКА. После демобилизации вернулся в Херсон, где стал один из лидеров «Кристалла», отыграв за команду 4 сезона. В 1990 году, по приглашению Валерия Душкова перешёл в ахтырский Нефтяник, однако в нём провёл на поле всего один матч. Ещё выступая в «Кристалле» получил тяжелую травму (повреждение ахиллового сухожилия). Восстановившись, перешёл в каховский «Мелиоратор», выступавший в соревнованиях коллективов физкультуры, руководство которого помогло с лечением. Затем поехал в Польшу, где занимался не связанной с футболом деятельностью, однако по счастливому стечению обстоятельств стал игроком познанской «Варты», цвета которой защищал во втором по уровню дивизионе чемпионата страны.
В 1992 году вернулся на родину, где провёл ещё полгода в составе «Мелиоратора». затем получил предложение от Виктора Прокопенко стать игроком «Черноморца» и прибыл на просмотр в Одессу. Во время пребывания в Одессе, был приглашён Владимиром Спиридоновым перейти в желтоводский «Сириус», где игроку сразу пообещали автомобиль. Так, как игрок давно мечтал о собственном авто, предложение было незамедлительно принято. В дебютном сезоне за желтоводцев, 12 голами помог команде стать победительницей своей зоны любительского чемпионата Украины и попасть в переходную лигу. В следующем чемпионате за полгода отличился 13 раз в 15 играх, чем привлёк внимание кировоградской «Звезды». Команда выступала во второй лиге, но руководством перед ней были поставлена задача выхода в высший дивизион. Мартынов помог кировоградскому клубу выполнить задание за 2 года, практически сразу став основным игроком команды.
Дебютировал в высшей лиге чемпионата Украины 17 сентября 1995 года, на 75-й минуте домашнего матча против ивано-франковского «Прикарпатья» заменив Леонида Фёдорова. Дважды становился лучшим бомбардиром команды в высшем дивизионе. В 1996 году провёл половину сезона в «Николаеве», после чего вернулся в Кировоград, где выступал до 1999 года. В 2000 году перешёл в выступавший в первой лиге «Нефтяник», где и завершил профессиональную карьеру.

#### Статистика
| Сезон   | Клуб                 | Матчи | Голы |
| ------- | -------------------- | ----- | ---- |
| 1983    | Кристалл (Херсон)    | 20    | 0    |
| 1986    | Кристалл (Херсон)    | 22    | 4    |
| 1987    | Кристалл (Херсон)    | 36    | 8    |
| 1988    | Кристалл (Херсон)    | 32    | 10   |
| 1989    | Кристалл (Херсон)    | 46    | 13   |
| 1990    | Нефтяник (Ахтырка)   | 1     | 0    |
| 1991/92 | Варта (Познань)      | 8     | 1    |
| 1992/93 | Мелиоратор (Каховка) | 6     | 1    |
| 1993/94 | Сириус (ЖВ)          | 15    | 13   |
| 1993/94 | Звезда (Кировоград)  | 14    | 6    |
| 1994/95 | Звезда (Кировоград)  | 28    | 6    |
| 1995/96 | Звезда (Кировоград)  | 15    | 1    |
| 1996/97 | СК «Николаев»        | 20    | 6    |
| 1996/97 | Звезда (Кировоград)  | 13    | 6    |
| 1997/98 | Звезда (Кировоград)  | 29    | 7    |
| 1998/99 | Звезда (Кировоград)  | 29    | 6    |
| 1999/00 | Звезда (Кировоград)  | 8     | 0    |
| 1999/00 | Нефтяник (Ахтырка)   | 13    | 3    |

### Карьера в сборной
Единственный матч за сборную Украины сыграл 25 марта 1995 года на «Максимире», в Загребе, против сборной Хорватии (0:4). Это был матч 4-й группы отборочного турнира X чемпионата Европы (1996). В перерыве был заменён Геннадием Орбу. В матче представлял цвета футбольного клуба Первой лиги чемпионата Украины «Звезда-НИБАС» (Кировоград). Следующий матч, против Италии, провёл на скамейке запасных.

### Тренерская карьера
По окончании выступлений, по приглашению Анатолия Жосана стал тренером в херсонской СДЮСШОР «Кристалл». Проработав с детьми пять с половиной лет, получил предложение возглавить «Кристалл» во второй лиге. Руководил командой на протяжении сезона, по окончании которого она была расформирована. В 2009 снова стал главным тренером «Кристалла», на этот раз уже в чемпионате Херсонской области. Затем работал в херсонской ДЮСШ № 5.